# 美国的后院

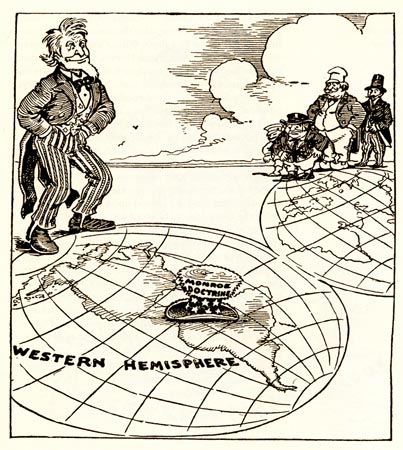
1912年政治漫画表示美国霸权影响以及维护“后院”邻居国家的责任。按照门罗主义，美国不要欧洲帝国扩张。

在政治学和国际关系中，美国的后院关于美国势力范围，尤其是北美洲其他部分和拉丁美洲。
俄罗斯有同样的观念，叫近邻 (俄语：ближнее зарубежье, blizhneye zarubezhye)。